# Joshua Abuaku
Joshua Abuaku (né le 7 juillet 1996) est un athlète allemand, spécialiste du 400 mètres haies.

## Biographie
En 2021, il atteint les demi-finale du 400 m haies lors des Jeux olympiques de Tokyo. L'année suivante, il se classe 5e des Championnats d'Europe 2022 à Munich, en portant son record personnel à 48 s 79.

## Palmarès
| Date | Compétition                   | Lieu       | Résultat | Épreuve     | Temps   |
| ---- | ----------------------------- | ---------- | -------- | ----------- | ------- |
| 2015 | Championnats d'Europe juniors | Eskilstuna | 2e       | 400 m haies | 51 s 46 |
| 2022 | Championnats d'Europe         | Munich     | 5e       | 400 m haies | 48 s 79 |
| 2023 | Championnats du monde         | Budapest   | 8e       | 400 m haies | 48 s 53 |

## Records
| Épreuve     | Performance | Lieu   | Date             |
| ----------- | ----------- | ------ | ---------------- |
| 400 m haies | 48 s 12     | Berlin | 3 septembre 2023 |